# Список неподтверждённых экзопланет
В дополнение к известным экзопланетам, есть много планетных кандидатов, чьё существование более или менее сомнительно, или опровержено. 2 февраля 2011 команда миссии Кеплера опубликовала список 1235 (неподтверждëнных) кандидатов в экзопланеты. 68 кандидатов «земного размера» (меньше, чем 1,25 от радиуса Земли); 54 кандидата в «обитаемой зоне»; шесть кандидатов (KOI 326.01, KOI 701.03, KOI 268.01, KOI 1026.01, KOI 854.01, KOI 70.03 — Table 6) в обитаемой зоне вдвое меньше Земли; один кандидат в обитаемой зоне «земного размера» (а именно, KOI 326.01 размером в 0,85 от радиуса Земли). Тем не менее, здесь перечислены 53 неподтверждённые экзопланеты. У Проксимы Центавра известно две неподтверждённые планеты: Проксима Центавра c и Проксима Центавра d.

## Гипотетические типы экзопланет
Гипотетические типы экзопланет включают:
- Углеродная планета: планета земной группы, состоящая главным образом из углерода.
- Хтоническая планета: горячий юпитер, потерявший свою газовую оболочку из-за сильной близости к звезде.
- Безъядерная планета: планета земной группы, в которой отсутствует металлическое ядро.
- Планета Златовласки: планета земной группы, которая находится на достаточном расстоянии от своей звезды, чтобы поддерживать жизнь.
- Гелиевая планета: газовый гигант, сформировавшийся около белого карлика, в основном состоящий из гелия.
- Железная планета, планета наподобие Меркурия, которая прежде всего состоит из насыщенного железом ядра с тонким слоем мантии.
- Планета-океан: планета, состоящая преимущественно изо льда и камней и, возможно, целиком покрытая океаном жидкой воды.
- Планета-сирота: планета, не связанная со звездой, но свободно движущаяся по галактике.
- Троянская планета: планета, движущаяся по орбите звезды, вместо того чтобы вокруг неё.
- Планета C09827: планета, движущаяся между орбитами планет звезды Vo098645 к неё нет своей орбиты